# Sylwia Zytynska
Sylwia Zytynska (* 1963 in Warschau) ist eine polnische Schlagwerkerin und Komponistin, die in der Schweiz lebt.

## Leben und Wirken
Zytynska besuchte das Musiklyzeum, wo sie auf dem Klavier, Cello und in Perkussion unterwiesen wurde; 1981 studierte sie klassisches Schlagzeug an der Akademia Muzyczna in Krakau, um ihr Studium von 1982 bis 1985 an der Musikhochschule Basel fortzusetzen.
Zytynska spielte zunächst viele Konzerte im Duo mit dem Geiger Egidius Streiff, darunter auch Uraufführungen von Rudolf Kelterborn, Wolfgang Heiniger, Alejandro Vinao, Frederic Rzewski und Jürg Wyttenbach. Ab 1992 gehörte sie zehn Jahre lang als festes Mitglied dem Ensemble 13 in Karlsruhe an; dort arbeitete sie mit John Cage, Maurizio Kagel, Hans-Joachim Hespos und Wolfgang Rihm zusammen. Mit dem Saxophonisten Marcus Weiss, dem Gitarristen Maurizio Grandinetti und dem Pianisten Paulo Álvares bildete sie das «Quartett e-motion».
In den letzten Jahren standen vermehrt eigene Projekte, Performances und Kompositionen im Mittelpunkt ihres Schaffens. Im Trio «selbdritt» arbeitete sie zwischen 1997 und 2015 mit Marianne Schuppe und Alfred Zimmerlin (Album Von Hier bei Unit Records 2007); daneben trat ein Trio mit Fritz Hauser und Peter Schärli; mit Schärli nahm sie auch das Album Sound Experience/Klangerlebnis (2014) auf und arbeitet in der Konzertreihe «Duoplus».
Beim Festival Neue Musik Rümlingen wirkte Zytynska in der Programmgruppe mit und verantwortete mehrere Jahrgänge als Programmmacherin. Sie diskutierte zehn Jahre lang mit Thomas Adank und Thomas Meyer bei DRS2 in der Sendung «Musik unserer Zeit» CD-Neuerscheinungen zeitgenössischer Musik.
Seit 1985 unterrichtet Zytynska Schlagzeug an der Musikschule der Musikakademie Basel. Sie ist Mitbegründerin und künstlerische Leiterin des Vereins «Zuhören Schweiz». Von 2004 bis 2020 entwickelte sie im Gare du Nord den gare des enfants als eine Spiel- und Erfahrungsstätte für Neue Musik für Kinder und Jugendliche.
Zytynska hat zwei Kinder und lebt in Basel.

## Preise und Auszeichnungen
Zytynska war 2001 Composer of the Week beim «Musikmonat» 2001 in Basel und erhielt im selben Jahr den Kulturpreis der Alexander Clavel-Stiftung. 2006 wurde sie mit dem Lily-Wäckerlin-Preis für «Jugend und Musik» sowie 2008 mit dem PriKulTür der Programm-Kultur-Zeitung Basel ausgezeichnet.

## Kompositionsaufträge
- 2018 «Falalalalafel und Spiele im Park» – Zeiträume Basel
- 2017 «Mikado» – Mädchenkantorei Basel
- 2017 «Babel Suisse» – Oertli-Stiftung
- 2015 «54’22’ – TOBENDe STILLe» – Tonhalle Zürich
- 2001 «Anblicke – Sieben Klagbilder» – Europäischer Musik Monat Basel
- 1998 «Totentanz ou les amoureux» für zwei Schlagzeuger und Bläserensemble

## Diskographische Hinweise
- 2015 Sylwia Zytynska/Christopher Zimmer: Hans (und Lotte) im Glück (Edition gare des enfants)
- 2014 Peter Schärli Sound Experience / Klangerlebnis (Unit Records mit Lauren Newton, Jean-Jacques Pedretti)
- 2012 Hör mal – repOhrtagen aus der Schweiz (Edition gare des enfants)
- 2006 selbdritt: von hier (Unit Records, mit Marianne Schuppe und Alfred Zimmerlin)
- 1994 John Cage, Ensemble 13, Manfred Reichert: Thirteen (cpo)